# هايدي أستروب
هايدي استروب (بالدنماركية: Heidi Astrup)‏ مواليد 31 مايو 1972، هي لاعبة كرة يد دانمركية. مثلت منتخب الدنمارك لكرة اليد للسيدات. شاركت في دورة الألعاب الأولمبية الصيفية سنة 1996.

## الميداليات
| الميدالية | المسابقة                            |
| --------- | ----------------------------------- |
| ذهبية     | الألعاب الأولمبية الصيفية 1996      |
| برونزية   | بطولة العالم لكرة اليد للسيدات 1995 |
| ذهبية     | بطولة أوروبا لكرة اليد للسيدات 1994 |
| ذهبية     | بطولة أوروبا لكرة اليد للسيدات 1996 |

## روابط خارجية
- هايدي أستروب على موقع الاتحاد الأوروبي لكرة اليد (الإنجليزية)
- هايدي أستروب على موقع أوليمبيديا (الإنجليزية)